# Erlikosaurus
Erlikosaurus (que significa "lagarto de Erlik") é um gênero de dinossauro terópode therizinossaurídeo que viveu na Ásia durante o período Cretáceo Superior. Os fósseis, um crânio e alguns fragmentos pós-cranianos, foram encontrados na Formação Bayan Shireh da Mongólia em 1972, datando de há cerca de 96 milhões e 89 milhões de anos. Esses restos foram posteriormente descritos por Altangerel Perle e Rinchen Barsbold em 1980, nomeando o novo gênero e espécie Erlikosaurus andrewsi. Representa o segundo táxon de therizinossauro desta formação (ao lado de Enigmosaurus e Segnosaurus) com o crânio mais completo entre os membros desta peculiar família de dinossauros.
Em contraste com a maioria dos terizinossaurídeos, o Erlikosaurus era um pequeno membro atingindo quase 3,4 m de comprimento e 150 a 250 kg de peso. Tinha um bico bem desenvolvido na ponta do focinho e mandíbulas dentadas que eram usadas para sua dieta herbívora. Os pés terminavam em quatro dedos com o primeiro articulado ao tornozelo – em contraste com o primeiro dedo vestigial da maioria dos terópodes. Como outros terizinossaurídeos, o Erlikosaurus tinha um grande intestino para processamento de alimentos, braços fortes terminando em garras alongadas e uma pélvis direcionada para trás.
Erlikosaurus é classificado como um therizinossauro dentro do clado Therizinosauridae. Os therizinossauros eram dinossauros de longa data enigmáticos com relações pouco claras durante os primeiros anos de pesquisa. Estudos subsequentes provaram sua verdadeira natureza como dinossauros terópodes e posição sistemática entre os maniraptoranos. O bico e as mandíbulas do Erlikosaurus indicam um método de alimentação de desfolha caracterizado pelo uso ativo do bico auxiliado pelo pescoço. Várias diferenças com o Segnosaurus simpátrico mostram que esses gêneros relacionados foram divididos em nichos.

## Descoberta

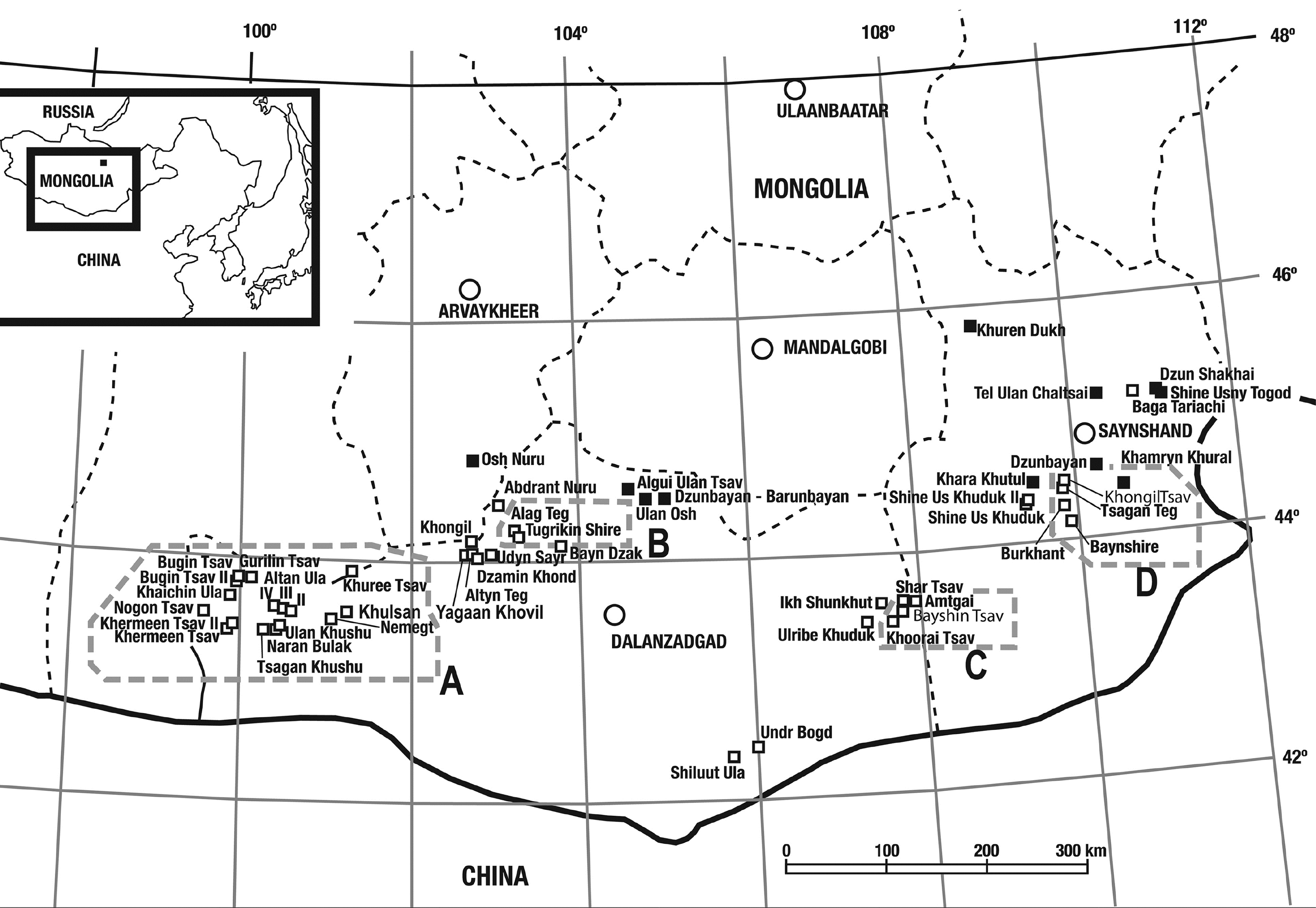
Localidades fósseis na Mongólia. Localidade do Erlikosaurus em Bayshin Tsav, na Área C

O espécime do holótipo, MPC-D 100/111, foi encontrado em camadas da localidade de Bayshin Tsav na Formação Bayan Shireh, região oriental do deserto de Gobi. Consiste de um crânio excepcionalmente bem preservado, um pé direito praticamente completo, faltando apenas a extremidade proximal dos metatarsos II, III e IV, e um úmero esquerdo quase completo. Outros restos incluem algumas vértebras cervicais fragmentárias, no entanto, a contagem não é especificada e não foram ilustradas. Essas descobertas foram feitas durante uma expedição soviético-mongol na província de Ömnögovi em 1972. Oito anos depois, o gênero e espécie-tipo, Erlikosaurus andrewsi, foi nomeado e descrito (embora muito brevemente) pelos paleontólogos Rinchen Barsbold e Altangerel Perle em 1980, no entanto, Barsbold não foi indicado como o designador do nome da espécie em particular. O nome genérico, Erlikosaurus, foi tirado do rei demônio Erlik, da mitologia turco-mongol e do grego σαῦρος (sauros, que significa lagarto). O nome específico, andrewsi, é uma homenagem ao paleontólogo americano Roy Chapman Andrews, que foi o líder das Expedições Asiáticas Americanas de 1922 a 1930. Aparentemente, na descrição original, um pé esquerdo foi reivindicado como parte do holótipo, no entanto, esta afirmação não foi mencionada novamente.

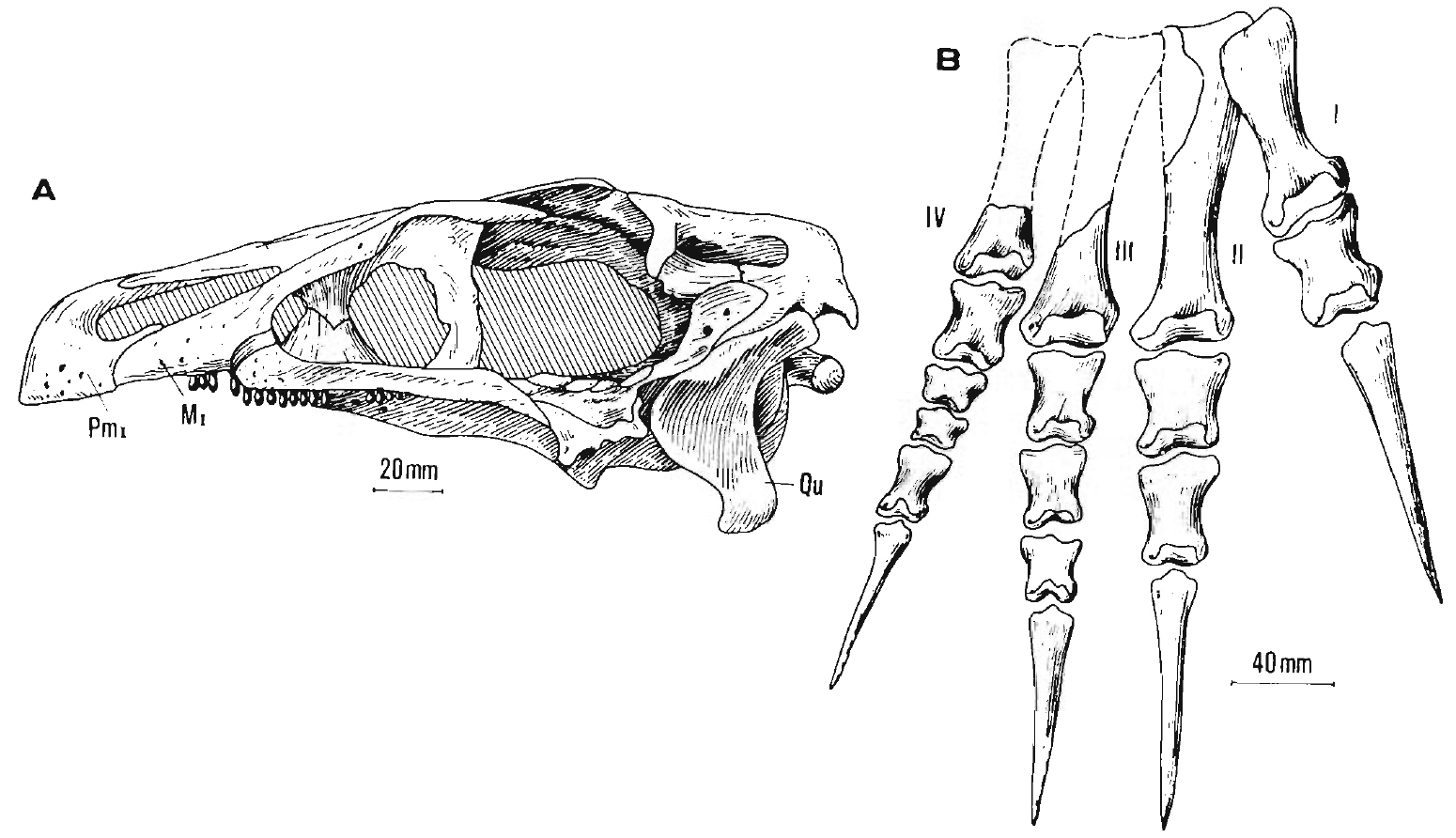
Crânio e pé direito do holótipo

Confusamente, em 1981, Perle novamente nomeou e descreveu a espécie como se fosse nova, mas desta vez com mais detalhes e soletrando o nome genérico como um "Erlicosaurus" latinizado. Hoje é amplamente aceito pela maioria dos autores que o nome original, Erlikosaurus, é válido. Na época de sua descoberta, era o único therizinossauro conhecido (então chamado segnossauros) para o qual um crânio completo havia sido descoberto, isso ajudou a lançar luz sobre um grupo de dinossauros intrigante e pouco conhecido. Ele ainda representa o crânio therizinossauro mais completamente conhecido.
Em 2010, Gregory S. Paul contestou a validade deste táxon, argumentando que o Erlikosaurus pode ser sinônimo de Enigmosaurus (nomeado em 1983), uma vez que os restos deste último foram encontrados na mesma formação geológica, e apenas restos conhecidos da região pélvica são conhecidos, enquanto a pelve no Erlikosaurus é desconhecida; isso faria do Enigmosaurus um sinônimo júnior de Erlikosaurus. No entanto, uma vez que o quadril do holótipo do Enigmosaurus não se assemelhava ao do espécime do Segnosaurus como seria esperado para os restos do Erlikosaurus semelhantes ao Segnosaurus, e há uma diferença de tamanho considerável, o paleontólogo Rinchen Barsbold contestou a alegada sinonímia. Além disso, os restos de Erlikosaurus e Enigmosaurus são conhecidos do limite superior e inferior, respectivamente. Consequentemente, Enigmosaurus e Erlikosaurus são geralmente considerados gêneros separados.

## Descrição

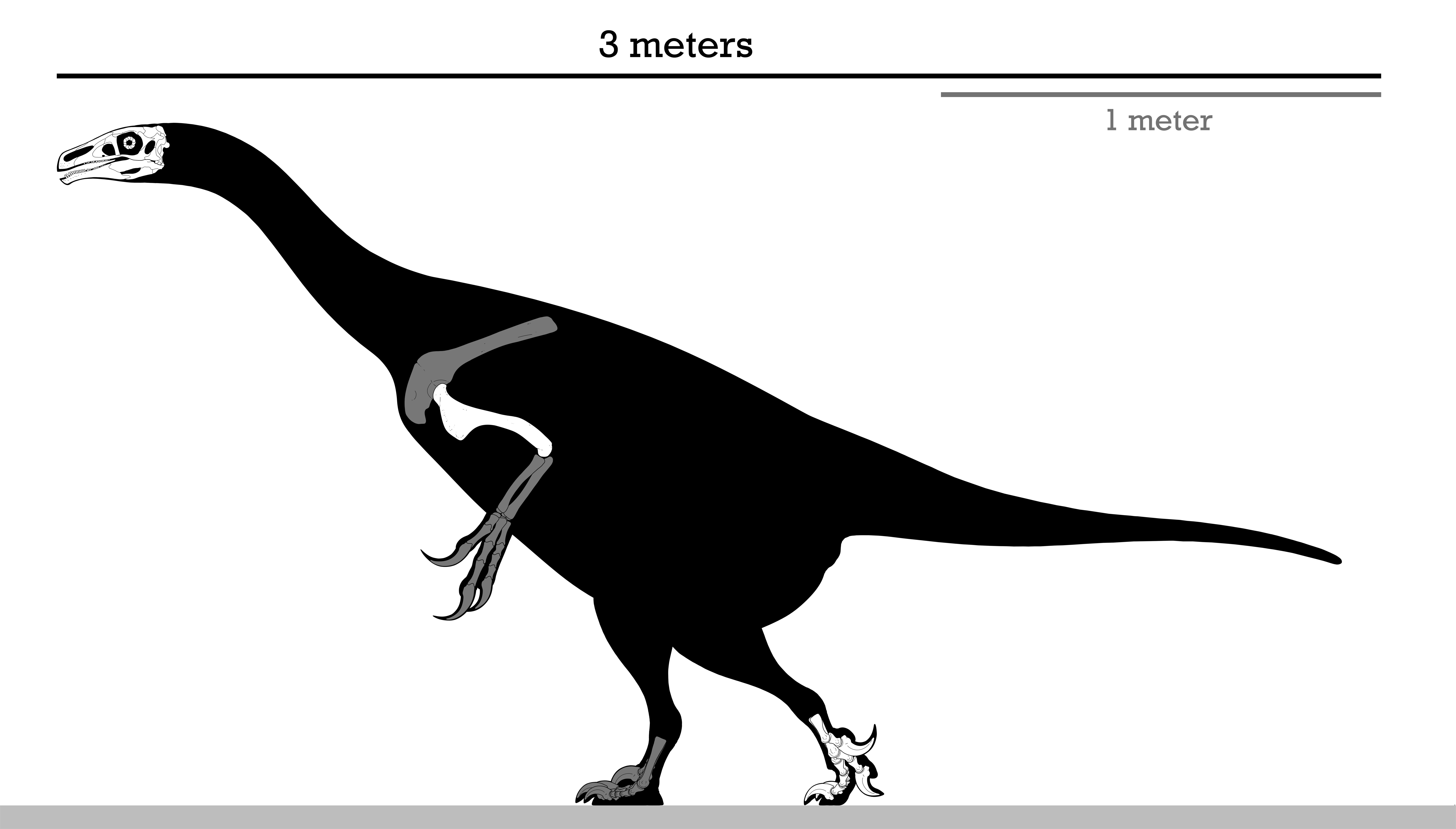
Diagrama do esquelo do holótipo

Como o gênero só é conhecido a partir de material muito fragmentado, tem sido problemático determinar o tamanho do Erlikosaurus, especialmente porque a maior parte da coluna vertebral do holótipo está ausente. O comprimento do crânio do espécime holótipo é de aproximadamente 25 cm de comprimento, indicando um indivíduo muito pequeno. No geral, o Erlikosaurus era um therizinossauro de pequeno porte, estimado em atingir cerca de 3,4 m com uma construção mais leve do que o pesado Segnosaurus. Em 2012, Stephan Lautenschlager e colegas usaram equações específicas de terópodes para estimar a massa corporal de Erlikosaurus e outros therizinossauros. No entanto, como o fêmur é desconhecido, eles usaram análises de regressão bivariada em dados transformados em log para Erlikosaurus. Os resultados terminaram em um comprimento femoral de 44,33 cm e um peso de 173,7 kg. Dadas as incertezas dessas estimativas, eles estabeleceram uma faixa de massa geral entre 150 a 250 kg. Estimativas alternativas sugeriram um comprimento máximo de 6 m de comprimento,  e um comprimento mais conservador de 4,5 metros e um peso de 500 kg. Embora o Erlikosaurus não tenha restos corporais, como um therizinossauro ele teria um braço forte com garras grandes, um torso largo e volumoso e uma pelve opistopúbica (dirigida para trás). Sabe-se que os therizinossauros eram animais emplumados com base nas impressões de penas preservadas em espécimes de Beipiaosaurus e Jianchangosaurus, então é provável que o Erlikosaurus também tivesse penas.

## Classificação
Erlikosaurus foi atribuído por Perle aos Segnosauridae, um grupo hoje conhecido como Therizinosauridae, confirmado por análises cladísticas posteriores. Os therizinossauros eram um estranho grupo de terópodes que comiam plantas em vez de carne e tinham um púbis voltado para trás, como os ornitísquios. Também como os ornitísquios, suas mandíbulas eram inclinadas por um amplo bico ósseo arredondado, útil para cortar plantas.
As relações dos therizinossauros eram bastante complicadas quando os primeiros membros foram descobertos. Como exemplo, o primeiro táxon de therizinossauro conhecido, Therizinosaurus, foi interpretado para representar animais semelhantes a tartarugas que usavam as garras alongadas para se alimentar de algas marinhas. No entanto, em 1970, Rozhdestvensky propôs a ideia de que os therizinossauros (então conhecidos como segnossauros) em vez de serem criaturas não-dinossauros, eles eram na verdade terópodes. Mais tarde, em 1980, pensava-se que os segnossauros eram animais lentos e semiaquáticos, com isso, Gregory S. Paul afirmou que esses animais controversos não tinham características terópodes e eram prossaurópodes com adaptações de ornitísquios, além disso, compartilhavam relações evolutivas. No entanto, com a descrição de mais gêneros como Alxasaurus, Nanshiungosaurus, e a redescrição do crânio de Erlikosaurus, mais evidências de terópodes começaram a ser suportadas. Com a descoberta e descrição do Beipiaosaurus emplumado, os therizinossauros foram totalmente reconhecidos como terópodes, e começaram a ser reconstruídos em uma postura bípede precisa e suas características ornitísquias foram consideradas traços convergentes.
Consequentemente, os therizinossauros são agora classificados como terópodes, dentro do clado Coelurosauria. Lindsay Zanno foi uma das primeiras autoras a examinar em detalhes as relações e afinidades dos therizinossauros. Seu trabalho tem sido útil em muitas análises filogenéticas. O cladograma abaixo é o resultado da análise filogenética realizada por Hartman et al. 2019 usando os dados fornecidos por Zanno em 2010. Erlikosaurus ocupou uma posição muito derivada em um clado com as duas espécies de Nothronychus:

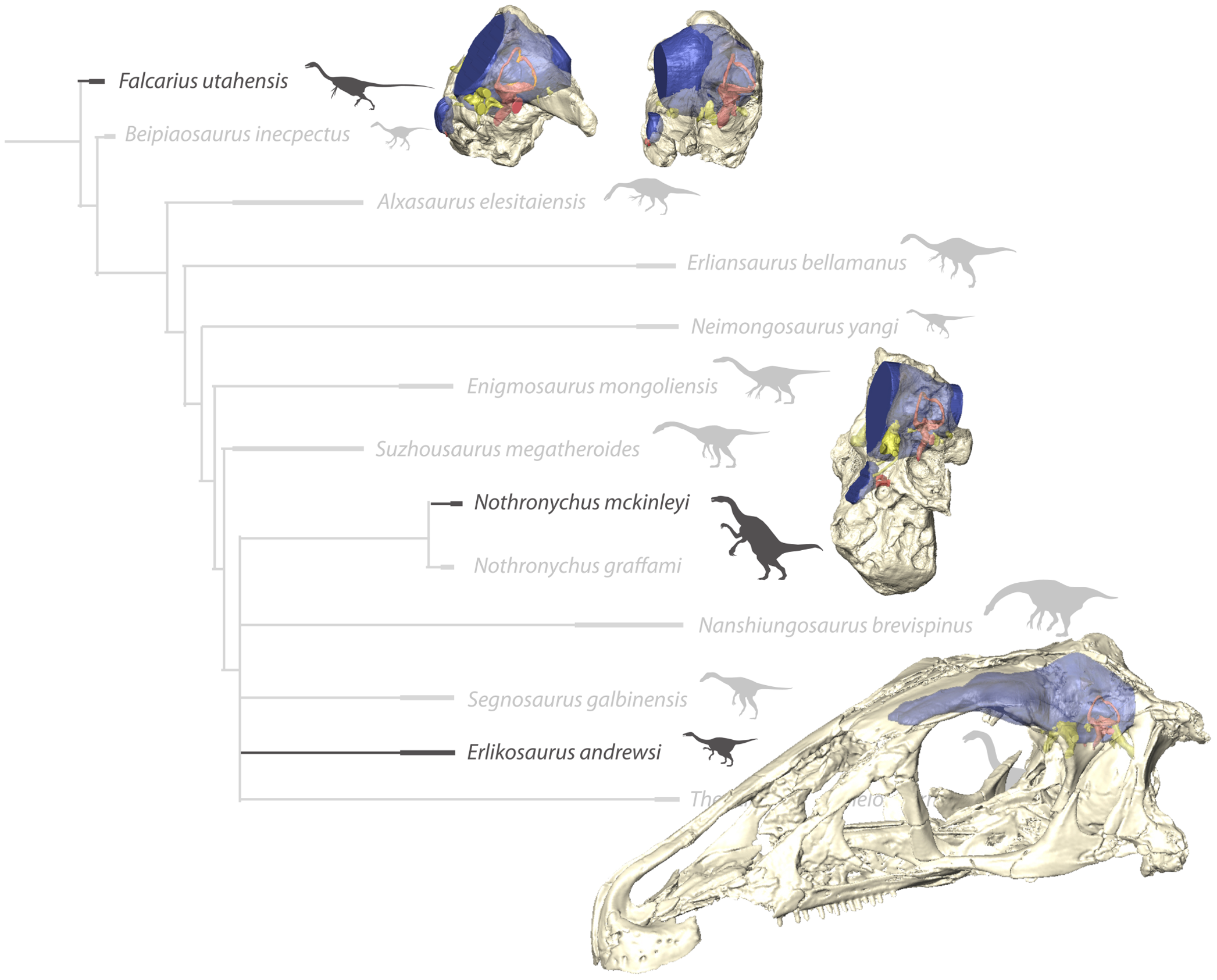
Holótipo crânio de Erlikosaurus (abaixo) e elementos endocranianos de outros therizinossauros

|         | Neimongosaurus                                                   |
|         |                                                                  |
| unnamed | \| \| Therizinosaurus \| \| \| \| \| \| Erliansaurus \| \| \| \| |
|         | \| \| Therizinosaurus \| \| \| \| \| \| Erliansaurus \| \| \| \| |
|         | Therizinosaurus                                                  |
|         |                                                                  |
|         | Erliansaurus                                                     |
|         |                                                                  |

|  | Therizinosaurus |
|  |                 |
|  | Erliansaurus    |
|  |                 |

|         | Neimongosaurus                                                   |
|         |                                                                  |
| unnamed | \| \| Therizinosaurus \| \| \| \| \| \| Erliansaurus \| \| \| \| |
|         | \| \| Therizinosaurus \| \| \| \| \| \| Erliansaurus \| \| \| \| |
|         | Therizinosaurus                                                  |
|         |                                                                  |
|         | Erliansaurus                                                     |
|         |                                                                  |

|  | Therizinosaurus |
|  |                 |
|  | Erliansaurus    |
|  |                 |

|  | Segnosaurus |
|  |             |
|  | AMNH 6368   |
|  |             |

|         | Erlikosaurus           |
|         |                        |
| unnamed | Nothronychus graffami  |
|         | Nothronychus graffami  |
|         | Nothronychus mckinleyi |
|         |                        |

|  | Segnosaurus |
|  |             |
|  | AMNH 6368   |
|  |             |

|         | Erlikosaurus           |
|         |                        |
| unnamed | Nothronychus graffami  |
|         | Nothronychus graffami  |
|         | Nothronychus mckinleyi |
|         |                        |

|  | Segnosaurus |
|  |             |
|  | AMNH 6368   |
|  |             |

|         | Erlikosaurus           |
|         |                        |
| unnamed | Nothronychus graffami  |
|         | Nothronychus graffami  |
|         | Nothronychus mckinleyi |
|         |                        |

|  | Segnosaurus |
|  |             |
|  | AMNH 6368   |
|  |             |

|         | Erlikosaurus           |
|         |                        |
| unnamed | Nothronychus graffami  |
|         | Nothronychus graffami  |
|         | Nothronychus mckinleyi |
|         |                        |

|  | Segnosaurus |
|  |             |
|  | AMNH 6368   |
|  |             |

|         | Erlikosaurus           |
|         |                        |
| unnamed | Nothronychus graffami  |
|         | Nothronychus graffami  |
|         | Nothronychus mckinleyi |
|         |                        |

|  | Segnosaurus |
|  |             |
|  | AMNH 6368   |
|  |             |

|         | Erlikosaurus           |
|         |                        |
| unnamed | Nothronychus graffami  |
|         | Nothronychus graffami  |
|         | Nothronychus mckinleyi |
|         |                        |

|  | Segnosaurus |
|  |             |
|  | AMNH 6368   |
|  |             |

|         | Erlikosaurus           |
|         |                        |
| unnamed | Nothronychus graffami  |
|         | Nothronychus graffami  |
|         | Nothronychus mckinleyi |
|         |                        |

|  | Segnosaurus |
|  |             |
|  | AMNH 6368   |
|  |             |

|         | Erlikosaurus           |
|         |                        |
| unnamed | Nothronychus graffami  |
|         | Nothronychus graffami  |
|         | Nothronychus mckinleyi |
|         |                        |

|         | Neimongosaurus                                                   |
|         |                                                                  |
| unnamed | \| \| Therizinosaurus \| \| \| \| \| \| Erliansaurus \| \| \| \| |
|         | \| \| Therizinosaurus \| \| \| \| \| \| Erliansaurus \| \| \| \| |
|         | Therizinosaurus                                                  |
|         |                                                                  |
|         | Erliansaurus                                                     |
|         |                                                                  |

|  | Therizinosaurus |
|  |                 |
|  | Erliansaurus    |
|  |                 |

|         | Neimongosaurus                                                   |
|         |                                                                  |
| unnamed | \| \| Therizinosaurus \| \| \| \| \| \| Erliansaurus \| \| \| \| |
|         | \| \| Therizinosaurus \| \| \| \| \| \| Erliansaurus \| \| \| \| |
|         | Therizinosaurus                                                  |
|         |                                                                  |
|         | Erliansaurus                                                     |
|         |                                                                  |

|  | Therizinosaurus |
|  |                 |
|  | Erliansaurus    |
|  |                 |

|  | Segnosaurus |
|  |             |
|  | AMNH 6368   |
|  |             |

|         | Erlikosaurus           |
|         |                        |
| unnamed | Nothronychus graffami  |
|         | Nothronychus graffami  |
|         | Nothronychus mckinleyi |
|         |                        |

|  | Segnosaurus |
|  |             |
|  | AMNH 6368   |
|  |             |

|         | Erlikosaurus           |
|         |                        |
| unnamed | Nothronychus graffami  |
|         | Nothronychus graffami  |
|         | Nothronychus mckinleyi |
|         |                        |

|  | Segnosaurus |
|  |             |
|  | AMNH 6368   |
|  |             |

|         | Erlikosaurus           |
|         |                        |
| unnamed | Nothronychus graffami  |
|         | Nothronychus graffami  |
|         | Nothronychus mckinleyi |
|         |                        |

|  | Segnosaurus |
|  |             |
|  | AMNH 6368   |
|  |             |

|         | Erlikosaurus           |
|         |                        |
| unnamed | Nothronychus graffami  |
|         | Nothronychus graffami  |
|         | Nothronychus mckinleyi |
|         |                        |

|  | Segnosaurus |
|  |             |
|  | AMNH 6368   |
|  |             |

|         | Erlikosaurus           |
|         |                        |
| unnamed | Nothronychus graffami  |
|         | Nothronychus graffami  |
|         | Nothronychus mckinleyi |
|         |                        |

|  | Segnosaurus |
|  |             |
|  | AMNH 6368   |
|  |             |

|         | Erlikosaurus           |
|         |                        |
| unnamed | Nothronychus graffami  |
|         | Nothronychus graffami  |
|         | Nothronychus mckinleyi |
|         |                        |

|  | Segnosaurus |
|  |             |
|  | AMNH 6368   |
|  |             |

|         | Erlikosaurus           |
|         |                        |
| unnamed | Nothronychus graffami  |
|         | Nothronychus graffami  |
|         | Nothronychus mckinleyi |
|         |                        |

|  | Segnosaurus |
|  |             |
|  | AMNH 6368   |
|  |             |

|         | Erlikosaurus           |
|         |                        |
| unnamed | Nothronychus graffami  |
|         | Nothronychus graffami  |
|         | Nothronychus mckinleyi |
|         |                        |

## Paleobiologia

### Sentidos

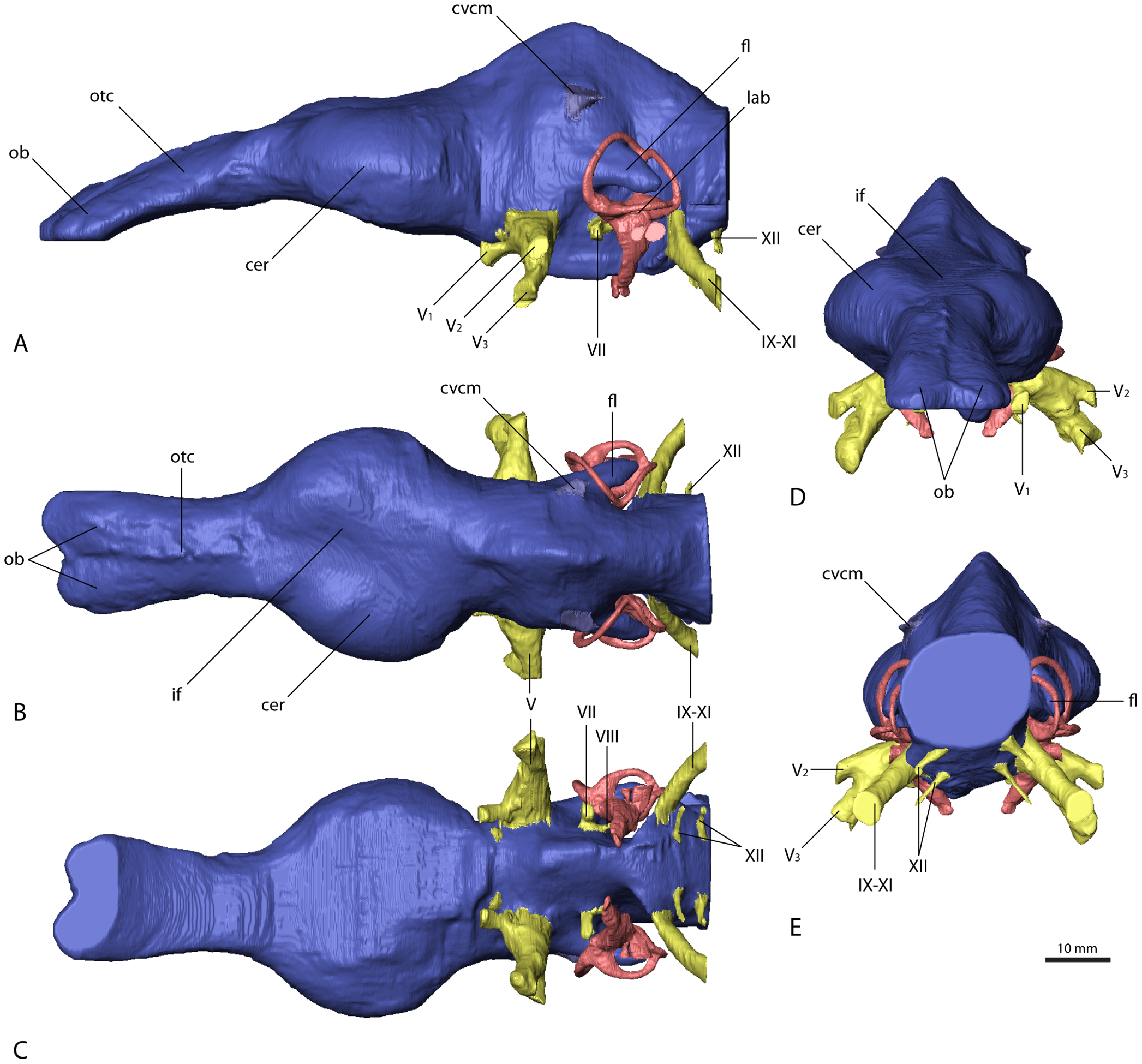
Cérebro reconstruído de Erlikosaurus

Pouco se sabe do esqueleto do Erlikosaurus, mas o crânio holótipo tornou-se o foco de um estudo em tomografia computadorizada (TC) que foram publicados em 2012 pelo paleontólogo Stephan Lautenschlager e Dr. Emily Rayfield da Escola de Ciências da Terra da Universidade de Bristol, Professor Lindsay Zanno do Museu de História Natural da Carolina do Norte e da Universidade Estadual da Carolina do Norte, e Lawrence Witmer, Professor Chang de Paleontologia da Faculdade de Medicina Osteopática da Ohio University Heritage. A análise da cavidade cerebral revelou que o Erlikosaurus, e muito provavelmente a maioria dos outros terizinossaurídeos, tinham sentidos de olfato, audição e equilíbrio bem desenvolvidos, traços mais associados aos terópodes carnívoros. O prosencéfalo ampliado do Erlikosaurus também pode ter sido útil no comportamento social complexo e na evasão de predadores. Esses sentidos também foram bem desenvolvidos em celurossauros anteriores e outros terópodes, indicando que os therizinossauros podem ter herdado muitas dessas características de seus ancestrais carnívoros e os usaram para seus propósitos alimentares diferentes e especializados.
Em 2019, Graham M. Hughes e John A. Finarelli analisaram a proporção do bulbo olfativo em pássaros modernos e crânios preservados de várias espécies de dinossauros extintas para prever quantos genes estariam envolvidos na força olfativa dessas espécies extintas. Sua análise descobriu que o Erlikosaurus tinha cerca de 477 genes que codificam seus receptores olfativos e uma proporção de bulbo olfativo de 40, indicando olfato moderado. As pontuações de Erlikosaurus foram maiores do que a maioria dos dromaeossaurídeos, apesar do estilo de vida herbívoro neste táxon, e podem refletir uma transição para uma sociabilidade complexa e/ou capacidades visuais reduzidas. Hughes e Finarelli apontaram que à medida que as linhagens de dinossauros se tornavam maiores, o tamanho do bulbo olfativo aumentava, o que pode sugerir o olfato como a principal modalidade sensorial em dinossauros não-aviários de grande porte.

### Alimentação e força da mordida

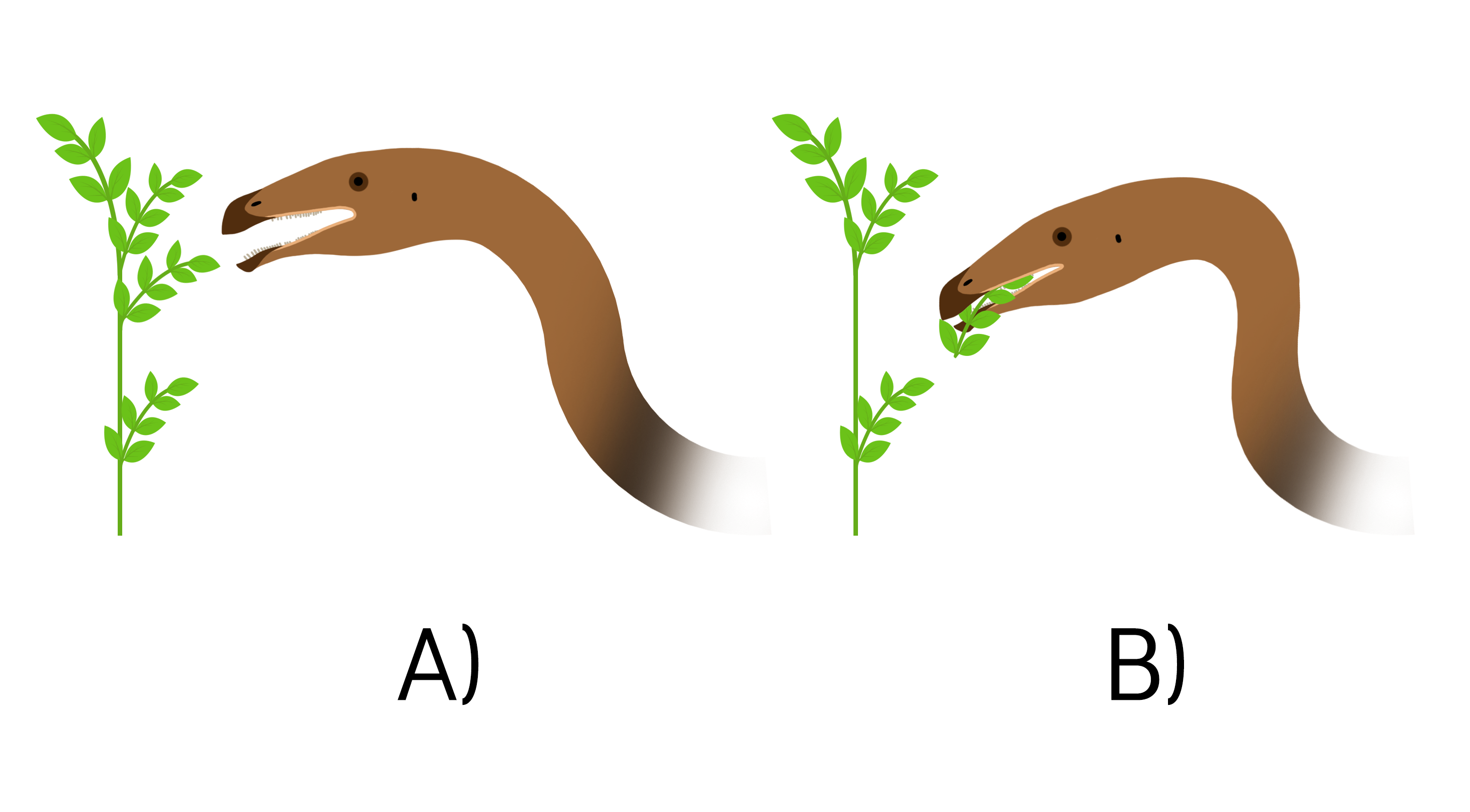
Método de alimentação proposto por Lautenschlager: Erlikosaurus atinge a vegetação (A) e depois a arranca com o bico (B)

Em 2013, Lautenschlager realizou reconstruções digitais para a musculatura craniana em Erlikosaurus e encontrou uma força de mordida relativamente fraca em comparação com outros terópodes. Como um todo, a musculatura adutora dos maxilares – que funciona principalmente para fechar os maxilares – gera uma força total de 374 e 570 N, mas apenas uma pequena porção é realmente usada ao morder porque a força da mordida começa a diminuir à medida que a distância aumenta. do ponto de mordida é para a articulação da mandíbula. Lautenschlager encontrou a menor força na ponta do focinho com 43–65 N, e a maior na região do último dente maxilar, com 90–134 N. Os dentes sugerem que o Erlikosaurus usava apenas a ponta do focinho e a região pré-maxilar para alcançar folhagem macia ou frutas, e a menor força de mordida para Erlikosaurus servia melhor no mecanismo de desfolha e colheita de plantas, em vez de mastigação ativa. Neste estudo, Lautenschlager também sugeriu que o Erlikosaurus pode ter sido capaz de processar principalmente galhos finos e matéria vegetal com base no Stegosaurus. Além disso, a largura comparativamente estreita do focinho pode indicar alimentação seletiva neste therizinossauro. Por fim, o comportamento de remoção de ramos do Erlikosaurus pode ter sido compensado pela musculatura pós-craniana. Durante o mesmo ano, Lautenschlager e sua equipe fizeram modelos digitais do crânio do Erlikosaurus para testar a função da ranfoteca (bico queratinoso), descobrindo que essa estrutura nas mandíbulas atuava como uma estrutura de mitigação de estresse. Eles concluíram que os bicos queratinosos são benéficos para aumentar a estabilidade do crânio, tornando-o menos suscetível à flexão e/ou deformação durante a alimentação.

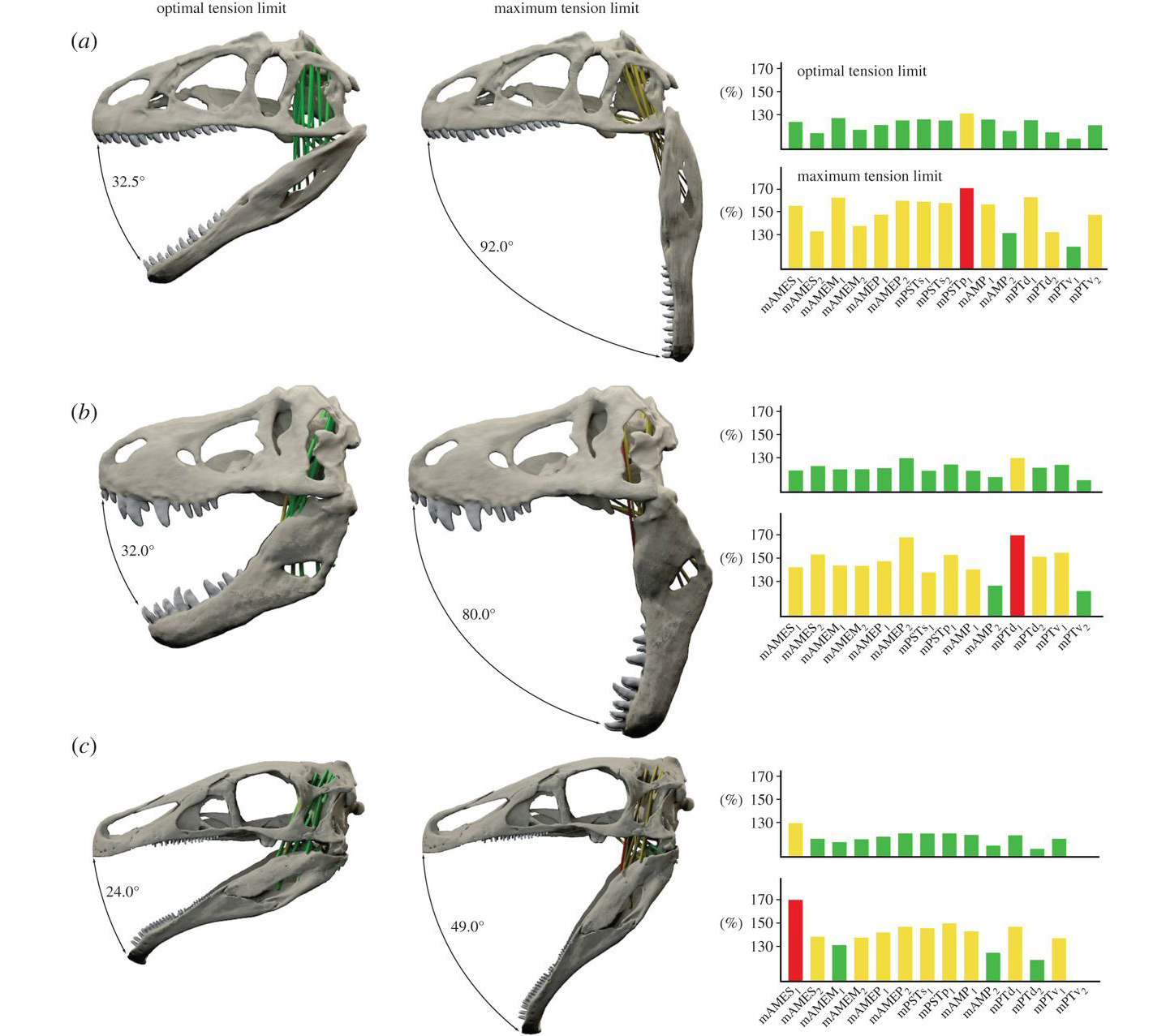
Aberturas maxilares ideais e máximas de Allosaurus (A), Tyrannosaurus (B) e Erlikosaurus (C)

As mandíbulas bem preservadas também permitiram que um estudo da Universidade de Bristol determinasse como seu estilo de alimentação e preferências alimentares estavam ligadas à largura de abertura da boca. No estudo, realizado por Lautenshlager e colegas em 2015, foi revelado que o Erlikosaurus poderia abrir a boca em um ângulo máximo de 43 graus. Também foram incluídos no estudo para comparação os terópodes carnívoros Allosaurus e Tyrannosaurus. A partir das comparações, foi indicado que os dinossauros carnívoros tinham mandíbulas mais abertas do que os herbívoros, assim como os animais carnívoros modernos têm hoje.
Em 2016, usando Análise de Elementos Finitos (FEA) e Análise de Dinâmica Multicorpos (MDA), as forças de mordida de Erlikosaurus, Plateosaurus e Stegosaurus foram testadas para estimar hábitos alimentares. A força de mordida resultante para Erlikosaurus foi entre 50-121 N, com um crânio caracterizado por alta suscetibilidade ao estresse e deformação que indica um comportamento alimentar especializado no uso ativo do bico. Os resultados confirmam ainda que o Erlikosaurus dependia da musculatura pós-craniana para compensar a baixa força de mordida e aliviar o estresse na estrutura craniana.

## Paleoecologia

Erlikosaurus comparado aos dinossauros conhecidos da Formação Bayan Shireh (Erlikosaurus em vermelho, quarto da direita)

O holótipo do Erlikosaurus foi desenterrado da localidade de Bayshin Tsav, no limite superior da Formação Bayan Shireh, em uma pedreira composta de areias cinzentas com conglomerados, cascalhos e argilas cinzentas. Acredita-se que Bayshi Tsav tenha sido depositado por rios sinuosos. O exame da magnetoestratigrafia da formação parece confirmar que todo o Bayan Shireh está dentro do Cretáceo Longo Normal, que durou apenas até o final do estágio Santoniano. Além disso, as medições de calcita U-Pb estimam a idade da Formação Bayan Shireh de 95,9 ± 6,0 milhões a 89,6 ± 4,0 milhões de anos, estágios Cenomaniano a Santoniano.
A sedimentação fluvial, lacustre e à base de caliche indica um clima semiárido menor, com a presença de ambientes úmidos compostos por grandes meandros e lagos. A estratificação cruzada em grande escala em muitas das camadas de arenito nas localidades de Bayn Shireh e Burkhant parece indicar grandes rios sinuosos, e esses grandes corpos de água podem ter drenado a parte oriental do deserto de Gobi. Numerosos frutos fossilizados foram recuperados das localidades de Bor Guvé e Khara Khutul. Uma vasta diversidade de fauna é conhecida na formação, comprometendo gêneros de dinossauros e não dinossauros. Outros terópodes incluem o grande Achillobator, e o deinocheirideo Garudimimus. Outros dinossauros herbívoros são representados pelos anquilossauros Talarurus e Tsagantegia, pequenos marginocefálos Amtocephale e Graciliceratops, o hadrossauróide Gobihadros, e o saurópode Erketu.  Outra fauna inclui répteis semiaquáticos como crocodilomorfos e tartarugas de Nanhsiungchelyidae.

### Coexistência comSegnosaurus

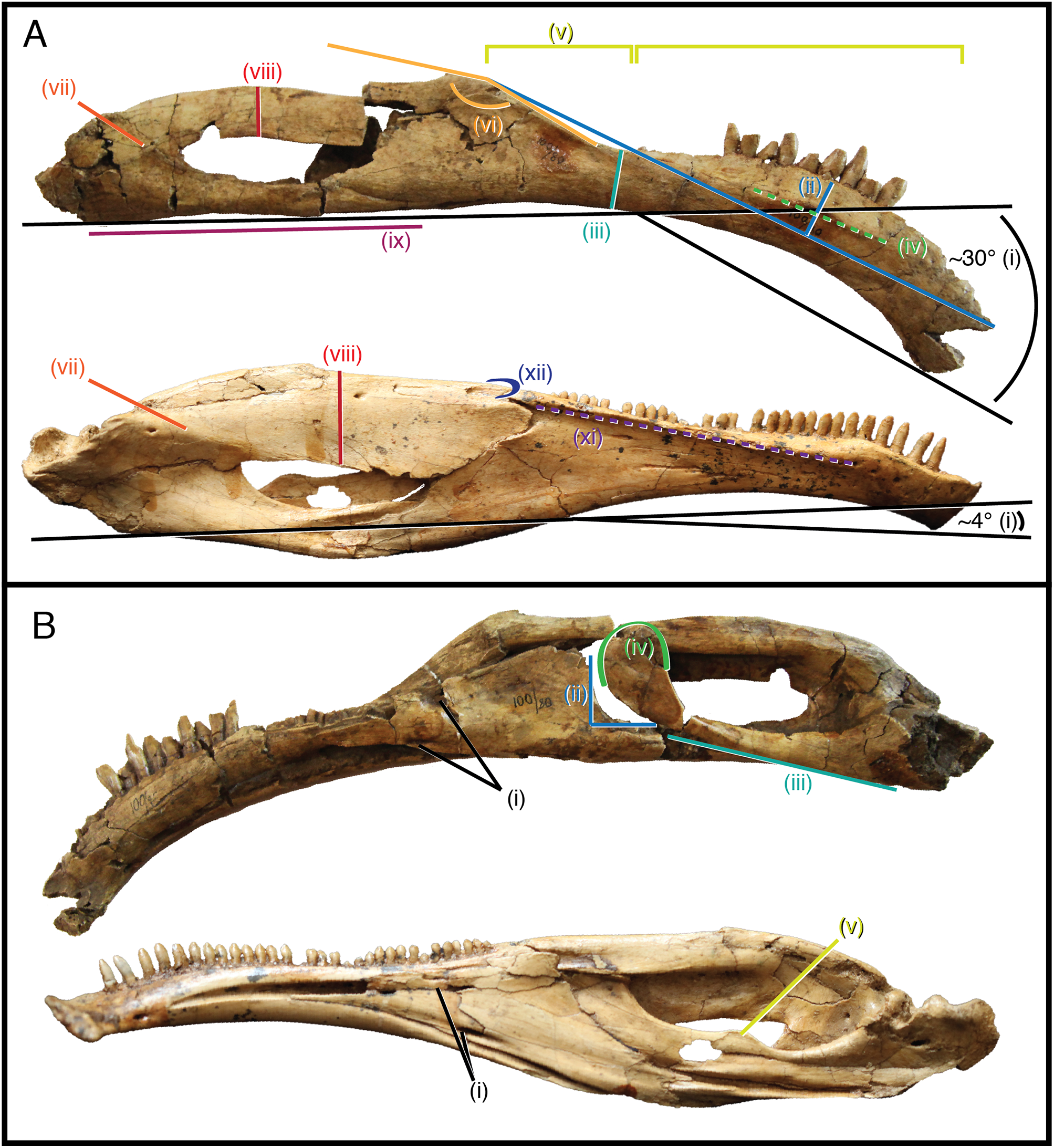
Mandíbula inferior de Erlikosaurus (inferior) e Segnosaurus (superior)

Erlikosaurus viveu ao lado de uma espécie maior de therizinossauro na Formação Bayan Shireh, Segnosaurus. Em 2016, Zanno e colegas reexaminaram as mandíbulas inferiores e a dentição do Segnosaurus fazendo comparações diretas com as do Erlikosaurus no processo. Eles identificaram características bastante complexas nos dentes dentários do Segnosaurus, que são representadas pela presença de numerosas carinas (bordas cortantes) e carinas dobradas com bordas frontais denticuladas e o alargamento dos dentículos (serrilhadas). Essas características juntas criam uma superfície áspera e desfiada perto da base das coroas dos dentes que era exclusiva do Segnosaurus e sugere que ele consumia recursos alimentares únicos ou usava estratégias de alimentação altamente especializadas, com a adição de um grau mais alto de processamento oral de alimentos do que o simpátrico (espécies relacionadas que viviam na mesma área ao mesmo tempo) Erlikosaurus. Pelo contrário, este último tem dentes muito simétricos com dentículos moderados. A respectiva dentição indistinta e especializada de Erlikosaurus e Segnosaurus indica que esses dois therizinossauros foram separados por diferenciação de nicho na aquisição de alimentos, processamento ou recursos. Essa conclusão é reforçada pela grande diferença nas massas corporais estimadas, que é de até 500%.

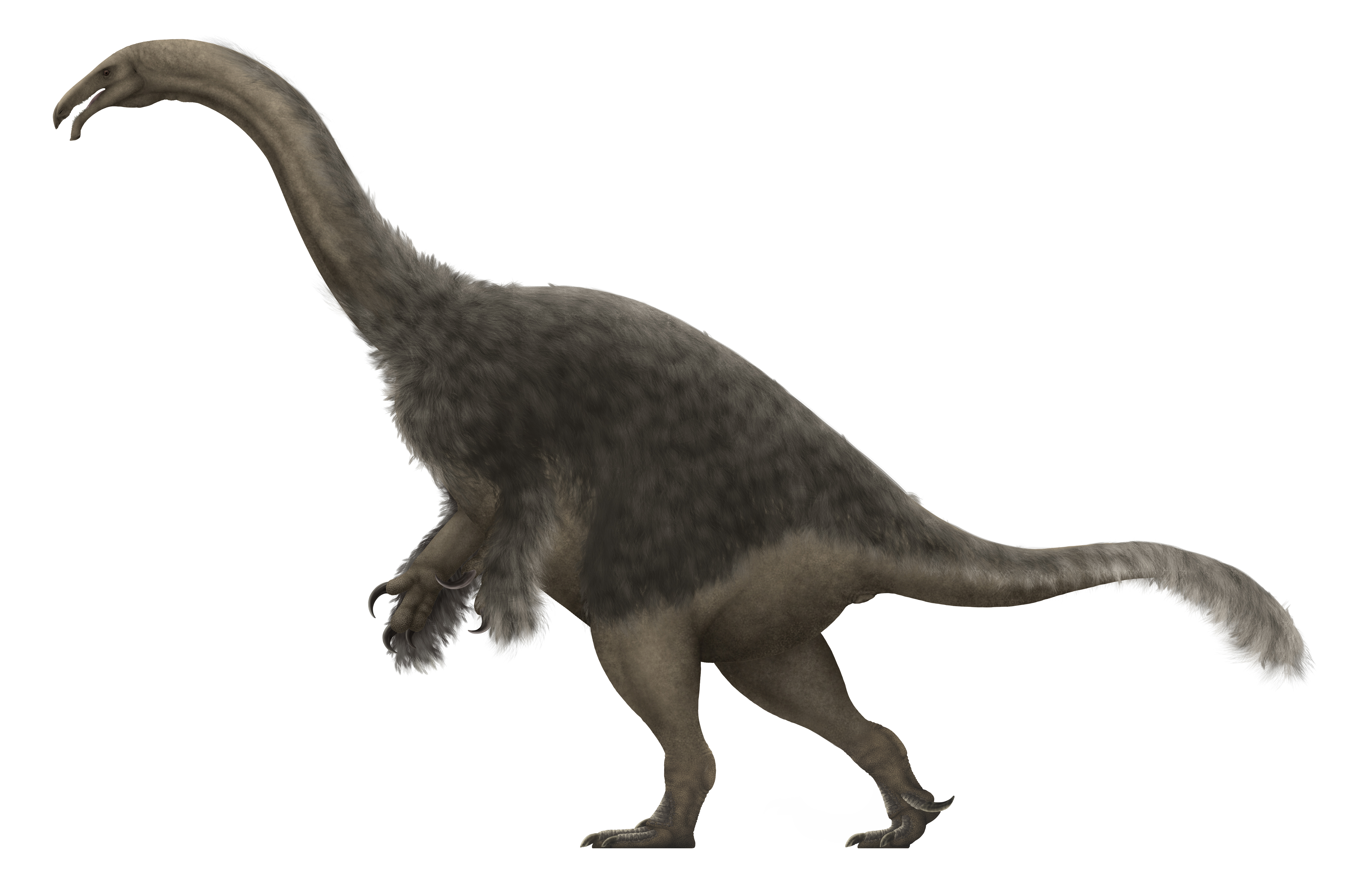
Restauração da vida do maior e simpátrico Segnosaurus

Em um estudo de 2017 de particionamento de nicho em therizinossauros por meio de simulações digitais, Lautenschlager descobriu que os dentários mais retos e alongados de therizinossauros primitivos tinham as maiores magnitudes de estresse e tensão durante cenários de alimentação extrínseca. Em contraste, Erlikosaurus e Segnosaurus foram auxiliados pela ponta virada para baixo das mandíbulas inferiores e regiões sinfisárias (união óssea), e provavelmente também por bicos de redução de estresse e tensão. Os resultados também mostraram uma diferença nas forças de mordida entre Segnosaurus e Erlikosaurus, indicando que o primeiro teria sido capaz de se alimentar de vegetação mais dura, enquanto a robustez geral do último sugere maior flexibilidade em sua forma de alimentação. Lautenschlager apontou que os dois táxons foram adaptados a diferentes modos de aquisição de alimentos, e que a diferença de tamanho e altura entre os dois terizinossaurídeos separava ainda mais seus nichos. Enquanto o Segnosaurus foi adaptado para usar sua dentição especializada para obter ou processar alimentos, o Erlikosaurus dependia principalmente de sua musculatura de bico e pescoço para cortar enquanto forrageava.
Além dessas diferenças cranianas, em 2019 Button e Zanno observam que os dinossauros herbívoros seguiram dois principais modos distintos de alimentação. Um deles foi o processamento de alimentos no intestino, caracterizado por crânios gráceis e forças de mordida relativamente baixas, e o segundo foi o processamento oral de alimentos, caracterizado por características associadas ao processamento extensivo, como os maxilares inferiores ou a dentição. O Segnosaurus foi encontrado no primeiro modo, enquanto o Erlikosaurus era mais provável de cair no segundo grupo, apoiando ainda mais que esses dois therizinossauros foram separados por uma diferenciação de nicho bem definida.